# Фридрих IV (Брауншвайг-Люнебург)
Вижте пояснителната страница за други личности с името Фридрих IV.
Фридрих IV (на немски: Friedrich IV; * 28 август 1574, † 10 декември 1648) от род Велфи (Нов Дом Люнебург), е херцог на Брауншвайг-Люнебург, епископски помощник (Adiutor) на Ратцебург и княз на княжество Люнебург от 1636 до 1648 г.
Той е четвъртият син на княз Вилхелм Млади ((1535–1592) и принцеса Доротея Датска (1546–1617). Наследява през 1636 г. брат си Август I (1568–1636).